# 孔拉茨罗伊特
孔拉茨罗伊特，又译作康拉德斯罗伊特，是德国巴伐利亚州的一个市镇。总面积43.34平方公里，总人口3313人，其中男性1629人，女性1684人（2011年12月31日），人口密度76人/平方公里。